# Karlheinz Kopf
Karlheinz Kopf (n. Hohenems, Vorarlberg, Austria, 27 de junio de 1957) es un político austriaco.
El es miembro del Partido Popular Austríaco (ÖVP).
Actualmente desde el 29 de octubre de 2013 es el Segundo Presidente del Consejo Nacional de Austria. Fue Presidente Federal de Austria en funciones (junto a Doris Bures y Norbert Hofer) desde el 8 de julio de 2016 hasta el 27 de enero de 2017.

## Distinciones honoríficas
- Gran Cruz con Diamantes de la Orden del Mérito del Principado de Liechtenstein (27/10/2017).[1]